# Four Weddings and a Sixpence
Four Weddings and a Sixpence è un'antologia di racconti romantici storici pubblicata nel 2016, che raccoglie un'introduzione e quattro novelle scritte da Julia Quinn, Elizabeth Boyle, Stefanie Sloane e Laura Lee Guhrke.

## Trama

### Something Old (Julia Quinn)
Beatrice Heywood, orfana appassionata di astronomia, viene introdotta nel prologo come la protagonista che, insieme alle sue tre amiche, scopre una vecchia moneta da sei pence nella loro stanza al collegio di Madame Rochambeaux. Le ragazze decidono che la moneta porterà fortuna a ciascuna di loro nel giorno del matrimonio. Beatrice, scettica riguardo ai poteri della moneta, accetta comunque di partecipare al patto con le sue amiche.

### Something New (Stefanie Sloane)
Anne Brabourne è costretta dal suo tutore a sposarsi entro il suo ventunesimo compleanno. Mentre cerca di soddisfare questa imposizione, l'amore arriva in modo inaspettato, mettendo in discussione le sue convinzioni e i suoi piani.

### Something Borrowed (Elizabeth Boyle)
Cordelia Padley, tornata in Inghilterra dall'India dopo la morte del padre, si trova sotto pressione da parte della famiglia per sposarsi. Per guadagnare tempo, inventa un fidanzato immaginario. Quando si rende conto che dovrà presentare questo fidanzato al matrimonio di un'amica, chiede al suo amico d'infanzia, Christopher "Kipp" Talcott, ora conte di Thornton, di fingere di essere il suo promesso sposo. La loro amicizia si trasforma gradualmente in qualcosa di più profondo.

### Something Blue (Laura Lee Guhrke)
Lady Elinor Daventry, considerata sfortunata in amore, si vede rubare la moneta da sei pence da un affascinante libertino. Determinata a recuperare il suo portafortuna in tempo per il suo matrimonio, Elinor affronta il ladro, scoprendo sentimenti inaspettati lungo il percorso.

### ...and a Sixpence in Her Shoe (Julia Quinn)
Beatrice Heywood, ancora scettica riguardo ai poteri della moneta, si ritrova coinvolta in una serie di eventi che la portano a incontrare un marchese ferito, condividendo con lui la passione per la scienza. Attraverso questa connessione, Beatrice scopre che forse la moneta ha davvero un'influenza sul destino.

## Edizioni
- Julia Quinn, Elizabeth Boyle, Stefanie Sloane e Laura Lee Guhrke, Four Weddings and a Sixpence, Avon Books, 2016, ISBN 9780062428424.